# الخوباه
ال-خوباه یک منطقهٔ مسکونی در یمن است که در استان حضرموت واقع شده‌است.